# Rachel Bluwstein
Rachel Bluwstein, (in russo Рахель Блувштейн?, in ebraico רָחֵל בְּלוּבְשְׁטֵיין‎?) nota con il solo nome di Rachel (in ebraico רָחֵל‎?) o di poetessa Rachel (in ebraico רחל המשוררת‎?) (Saratov, 2 ottobre 1890 – Tel Aviv, 16 aprile 1931), è stata una poetessa russa naturalizzata israeliana.

## Biografia
Rachel nacque a Saratov, undicesima figlia di Isser-Leib e Sophia Bluwstein e nipote del rabbino della comunità ebraica di Kiev. Durante la sua infanzia la sua famiglia si trasferì a Poltava, in Ucraina, dove frequentò una scuola ebraica in lingua russa e dove, a 15 anni, cominciò scrivere poesie in russo. A 17 anni si trasferì a Kiev per studiare pittura. Nel 1909 partì, assieme a sua sorella Shoshanna, per l'Italia dove avrebbe voluto studiare arte e filosofia. Durante il viaggio fecero tappa in Terra di Israele, dove decisero di fermarsi per partecipare alla costituzione dello stato ebraico come pioniere sioniste.
Si stabilirono quindi a Rehovot dove lavorarono in un asilo e dove impararono l'ebraico ascoltando le conversazioni dei bambini. Nel 1911, seguendo il suo desiderio di lavorare nel campo dell'agricoltura, Rachel si trasferì nella Kvutzat Kinneret sul Lago di Tiberiade, dove frequentò la scuola agricola femminile. Qui conobbe Aaron David Gordon, a cui dedicò la sua prima poesia in ebraico. Sempre a Kinneret ebbe una relazione con Zalman Rubaschow, che più tardì cambio il suo nome in Zalman Shazar e che diventerà il terzo presidente dello stato di Israele.

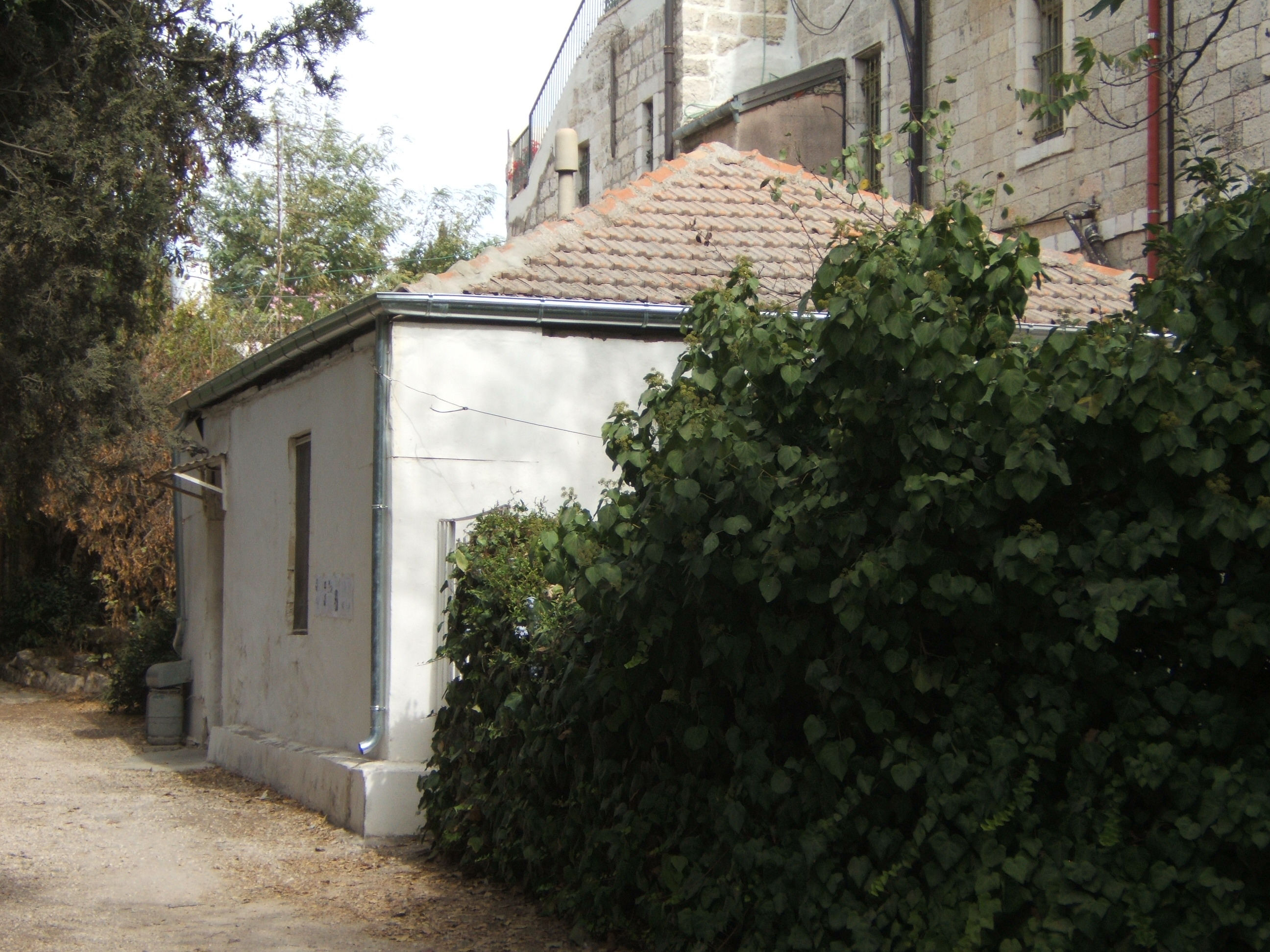
La casa di Rachel al numero 64 della Strada dei Profeti a Gerusalemme (1925)

Nel 1913 si recò in Francia per studiare agronomia all'Università di Tolosa. Allo scoppio della prima guerra mondiale, in quanto cittadina russa, fu costretta a fare ritorno nell'Impero russo, dove si mantenne dando lezioni ai figli degli immigrati ebrei. In Russia soffrì la povertà e il duro lavoro e fu in queste dure condizioni che riapparvero probabilmente i primi sintomi di una malattia che l'aveva segnata fin dall'infanzia: la tubercolosi. Sola, ammalata e affamata, le rimaneva solo una speranza: ritornare in Terra di Israele. Fu così che, nel 1919, partì sulla "Ruslan", la prima nave russa a lasciare l'Impero dopo la guerra alla volta della Palestina, dove si stabilì nella kevutzah di Degania Alef un insediamento vicino a Kinneret. 
Poco dopo il suo arrivo, tuttavia, i sintomi manifestati durante il suo soggiorno in Russia si acuirono e le venne diagnosticata la tubercolosi, che a quei tempi era una malattia non curabile. Impossibilitata a continuare il lavoro con i bambini a causa della contagiosità della sua malattia, Rachel lasciò Degania e si recò a Gerusalemme, dove visse per un breve periodo in una piccola casa bianca al numero 64 della Strada dei Profeti. Trascorse il resto della vita viaggiando e si guadagnò da vivere impartendo lezioni private di ebraico e francese. Quando, infine, i sintomi della sua malattia divennero troppo gravi per permetterle di vivere da sola venne ricoverata presso una struttura specializzata in malati di tubercolosi a Gedera, a sud di Tel Aviv.

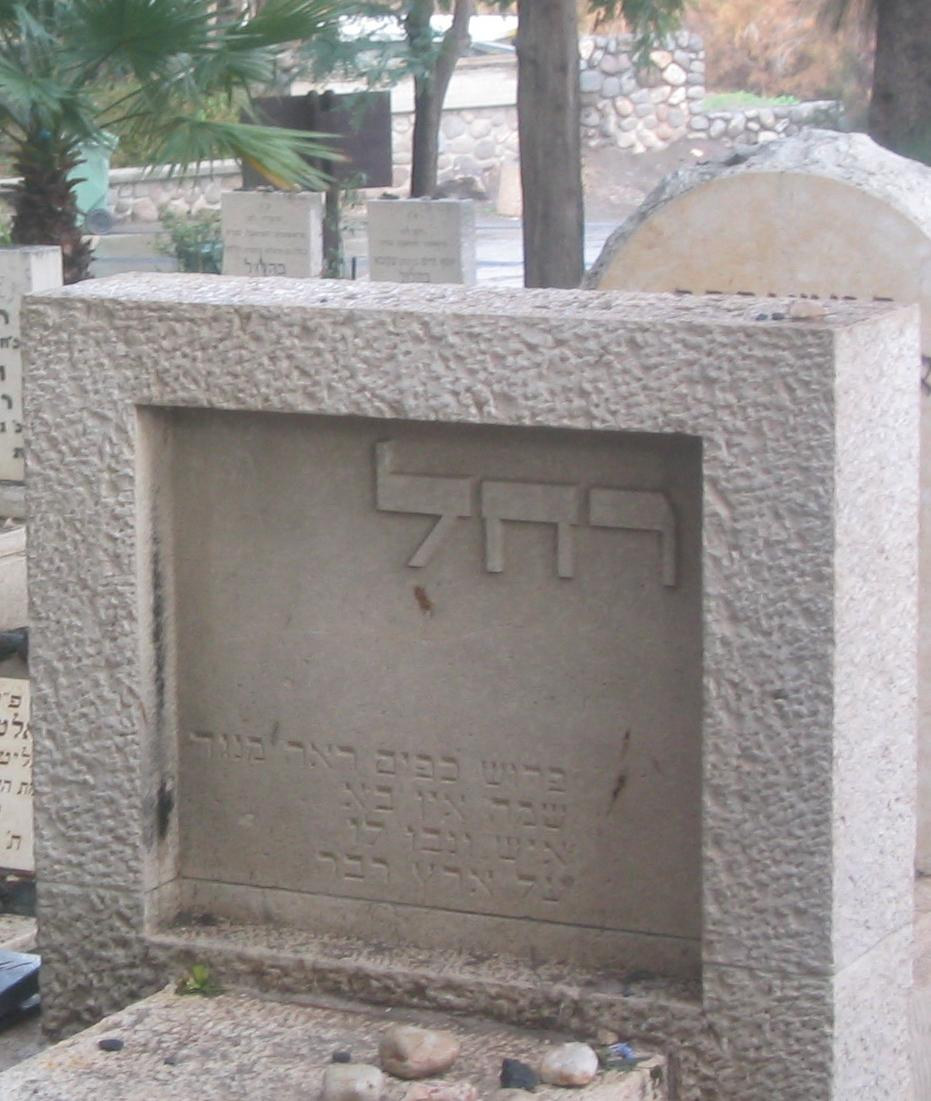
La tomba di Rachel nel cimitero di Kinneret

Morì il 16 aprile 1931, a 40 anni, nell'ospedale Hadassah di Tel Aviv e venne sepolta nel cimitero di Kinneret sul lago di Tiberiade, rispettando il desiderio da lei espresso nella poesia Se per ordine del fato. Nello stesso cimitero sono sepolti molti ideologi e pionieri della seconda e terza aliyah. Accanto alla sua tomba si trova quella di Naomi Shemer, sepolta qui secondo la sua volontà.

### Poetica
Rachel è stata uno dei primi autori a scrivere in ebraico, lingua di cui padroneggiò sia i registri più colloquiali, sia le più complesse sfaccettature del linguaggio biblico. La maggior parte delle sue poesie è stata prodotta negli ultimi 6 anni della sua vita, di solito annotate su pezzetti di carta. Le sue poesie sono corte, elegiache e nostalgiche e riflettono il pessimismo di una donna costantemente in rapporto con il dolore e la morte. La rivoluzionarietà della sua opera risiede nel registro semplice e colloquiale e nell'ambientazione rustica e agricola. Le sue poesie riecheggiano dei temi del desiderio, della perdita, del destino, dell'amarezza e della morte. Sentimenti risultanti dall'avvertita incapacità di realizzare le aspirazioni della sua vita, prima fra tutte quella della maternità. Le sue poesie d'amore enfatizzano i sentimenti di solitudine, distanza e desiderio dell'amato. Le sue poesie agresti toccano i temi della difficoltà e dei lamenti di un pioniere che ricorda il tempo speso nel lavoro della terra.
La maggior parte delle sue poesie venne pubblicata all'interno del quotidiano israeliano Davar. Moltissime delle sue poesie sono state musicate e sono diventate canzoni molto conosciute in Israele. Alla produzione originale Rachel ha affiancato anche un'intensa opera di traduzione di poesie russe, yiddish e francesi in ebraico. La sua poetica, soprattutto all'inizio, subisce le influenze dell'acmeismo russo (Alexander Blok, Anna Achmatowa e Sergei Jessenin), dell'imagismo francese, della letteratura biblica e di quella della seconda aliyah. In alcune poesie Rachel si identifica con alcune figure bibliche come la sua omonima matriarca Rachele, moglie di Giacobbe, e con Mikal, moglie di Davide. Rachel scrisse anche una commedia comica di un atto dal titolo Soddisfazione mentale, un ironico ritratto della vita dei pionieri sionisti, che venne rappresentata ma mai pubblicata nel corso della sua vita. Riscoperta recentemente è stata pubblicata su una rivista letteraria.

### Accoglienza
Rachel è stata la prima poetessa di lingua ebraica a ricevere un pubblico riconoscimento e apprezzamento in un campo, fino ad allora, occupato da soli uomini. Raccolte delle sue poesie vengono pubblicate e vendute ancora al giorno d'oggi. Molte delle sue poesie sono state tradotte in musica, sia durante la sua vita sia successivamente, e sono conosciute e cantate. La sua opera fa parte della storia letteraria dell'ebraico moderno e come tale è inserita e studiata in tutti i programmi scolastici israeliani.
Un'antologia delle sue poesia è stata tradotta in inglese e pubblicata con il titolo Flowers of Perhaps: Selected Poems of Ra'hel. A questa prima traduzione ne seguirono molte altre in tedesco, ceco, polacco, esperanto, italiano, serbocroato, ungherese, basco e slovacco.
Nel 2011 Rachel è stata scelta, assieme ad altri tre grandi poeti israeliani, per essere raffigurata sulla banconota da 20 shekel della terza serie del nuovo shekel israeliano (gli altri tre sono Lea Goldberg, Saul Cernichovskij e Nathan Alterman).

## Opere pubblicate
Libri di poesie pubblicati in ebraico
- Secondo raccolto, Davar, 1927 (Safiah, ספיח)
- Di fronte, Davar, 1930 (Mineged, מנגד)
- Nevo, Davar, 1932 (Nevo, נבו)

Raccolte e antologie pubblicate in ebraico
- Poesie, Davar, 1935 (Shirat Rachel, שירת רחל)
- Poesie e lettere di Rachel, Hotza'at Kineret, 1969 (Shirei Rachel u-Mikhtaveiha bi-Khtav Yada שירי רחל ומכתביה בכתב ידה)
- Dentro e fuori casa, Sifriat Poalim, 1974 (Ba-Bayit U Va-Hutz, בבית ובחוץ)
- Mentre Rachel aspettava, Tamuz, 1982 [Ke-Chakot Rachel, כחכות רחל]
- Poesie, lettere, scritti, Dvir, 1985 (Shirim, Mikhtavim, Reshimot, שירים, מכתבים, רשימות)
- Nel mio giardino, Tamuz, 1985 (Be-Gani Neta`atikha, בגני נטעתיך)
- Sentirai la mia voce, Bar, 1986 (Ha-Tishma Koli, התשמע קולי)
- Poesie di Rachel, Sridot, 1997 (Shirei Rachel, שירי רחל)

Opere tradotte
- (EN)  Flowers of Perhaps: Selected Poems of Rahel London, Menard, 1995.
- (DE)  Berlin, Hechalutz, 1936; Tel Aviv, Davar, 1970.
- (ES)  Barcelona, Riopiedras, 1985.
- (YI)  Winnipeg, WIZO, U.S.A. e Canada, 1932.